# Привокзальна вулиця (Київ)
Привокза́льна ву́лиця — вулиця в Дарницькому районі міста Києва, місцевість Нова Дарниця. Пролягає від Харківського шосе до Бориспільської вулиці. 
Прилучаються Сімферопольська вулиця, Привокзальна площа, вулиці Юрія Пасхаліна і Ялтинська.

## Історія
Вулиця виникла не пізніше 1909 року під назвою Вокза́льна. На детальній карті міста 1943 року позначена як Бортницька вулиця. До середини 50-х років XX століття мала офіційну назву (2-га) Вокза́льна (у Києві наразі існує інша Вокзальна вулиця). Сучасна назва — з 1955 року, від Дарницького залізничного вокзалу, біля якого пролягає вулиця.

## Установи та  заклади
- Стадіон «Схід» (№ 12А)
- Медичне училище (№ 14/2)

## Зображення

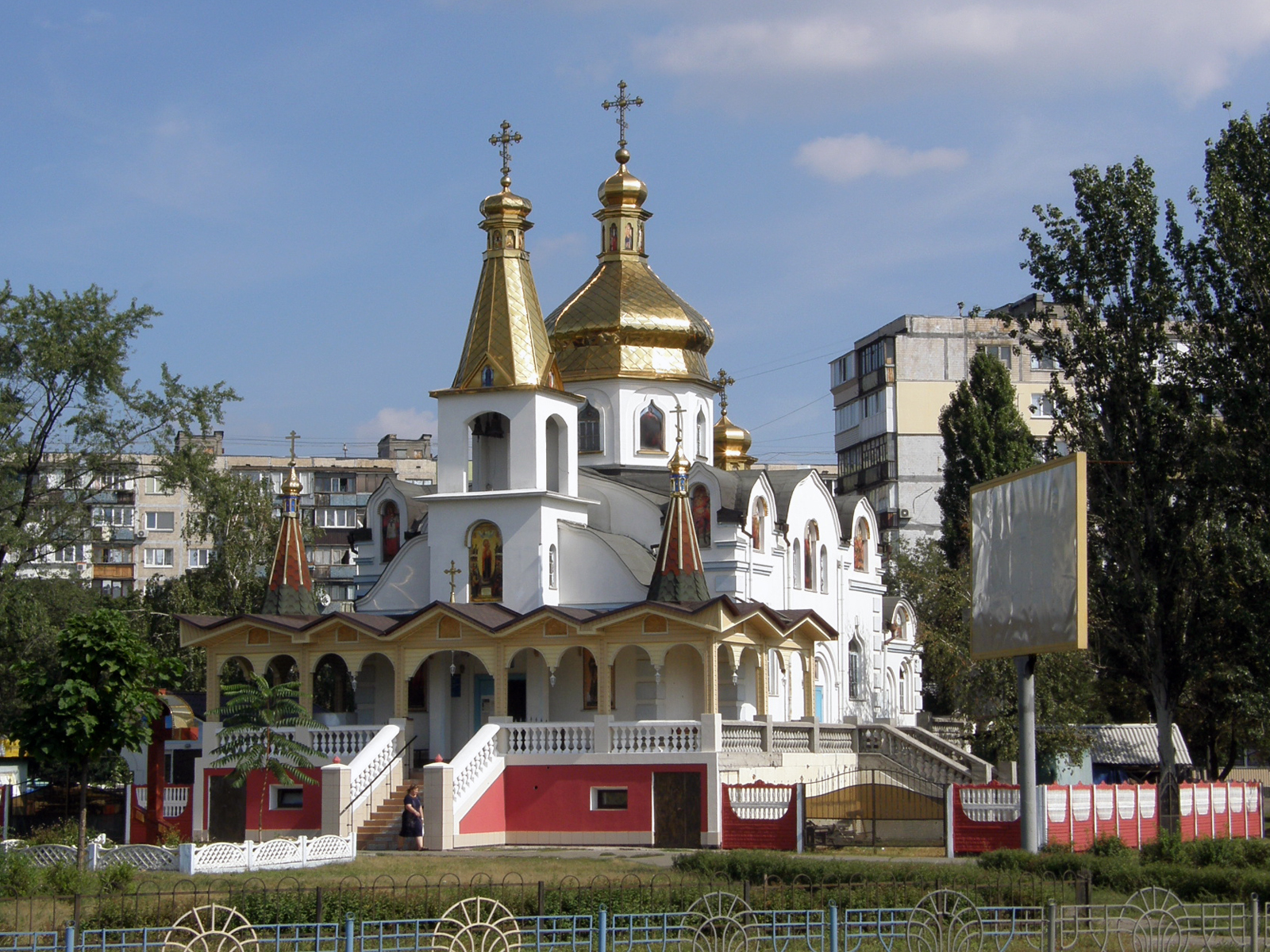
№ 2 – Каплиця Пресвятої Богородиці Всіх скорбящих радості
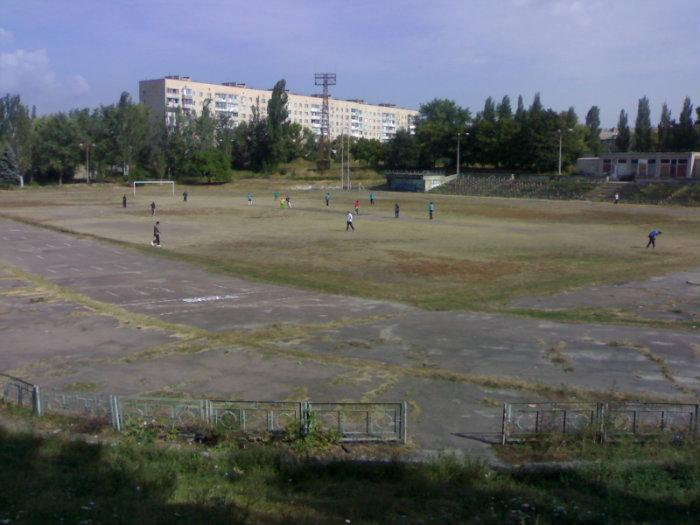
№ 12 — стадіон «Схід»
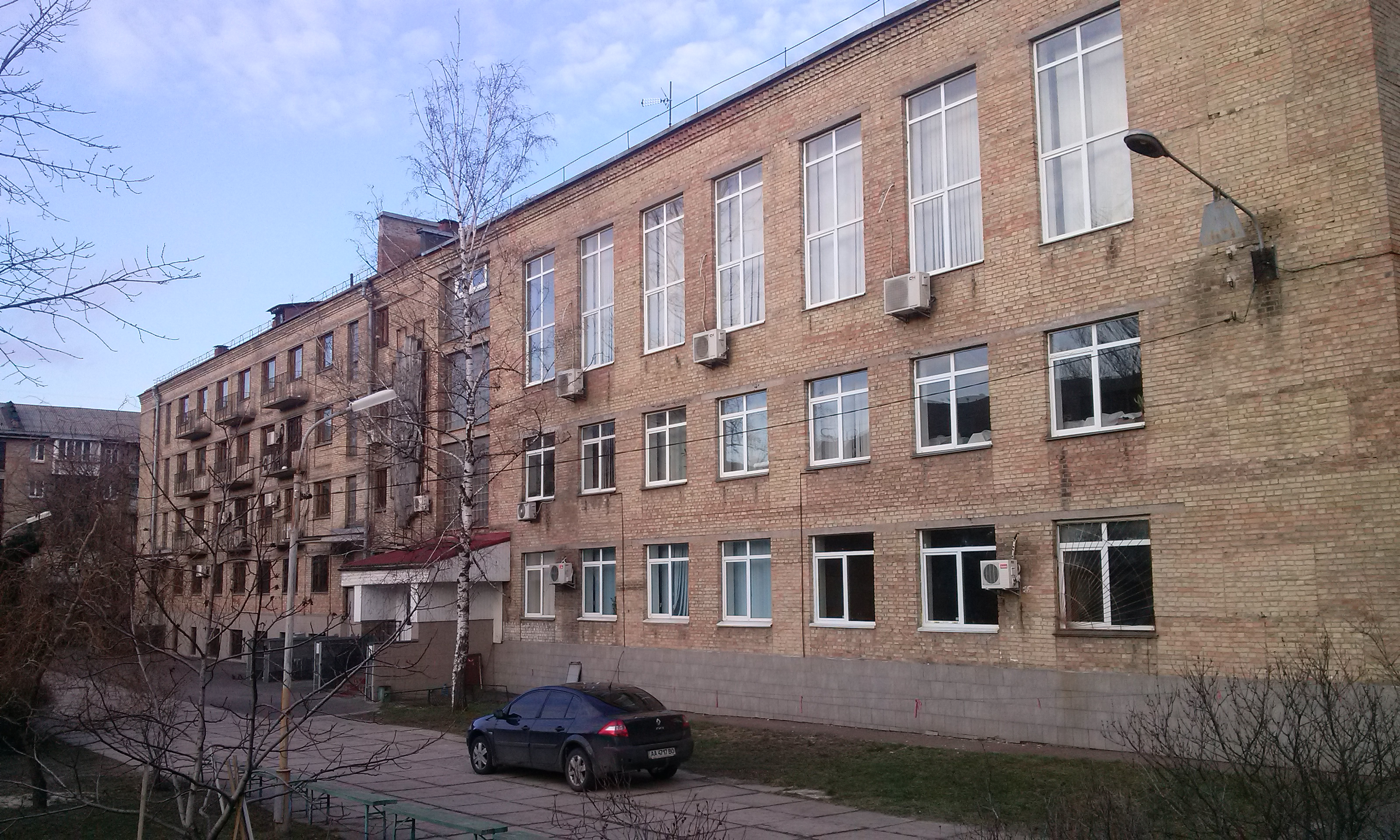
№ 14 — медичне училище № 3
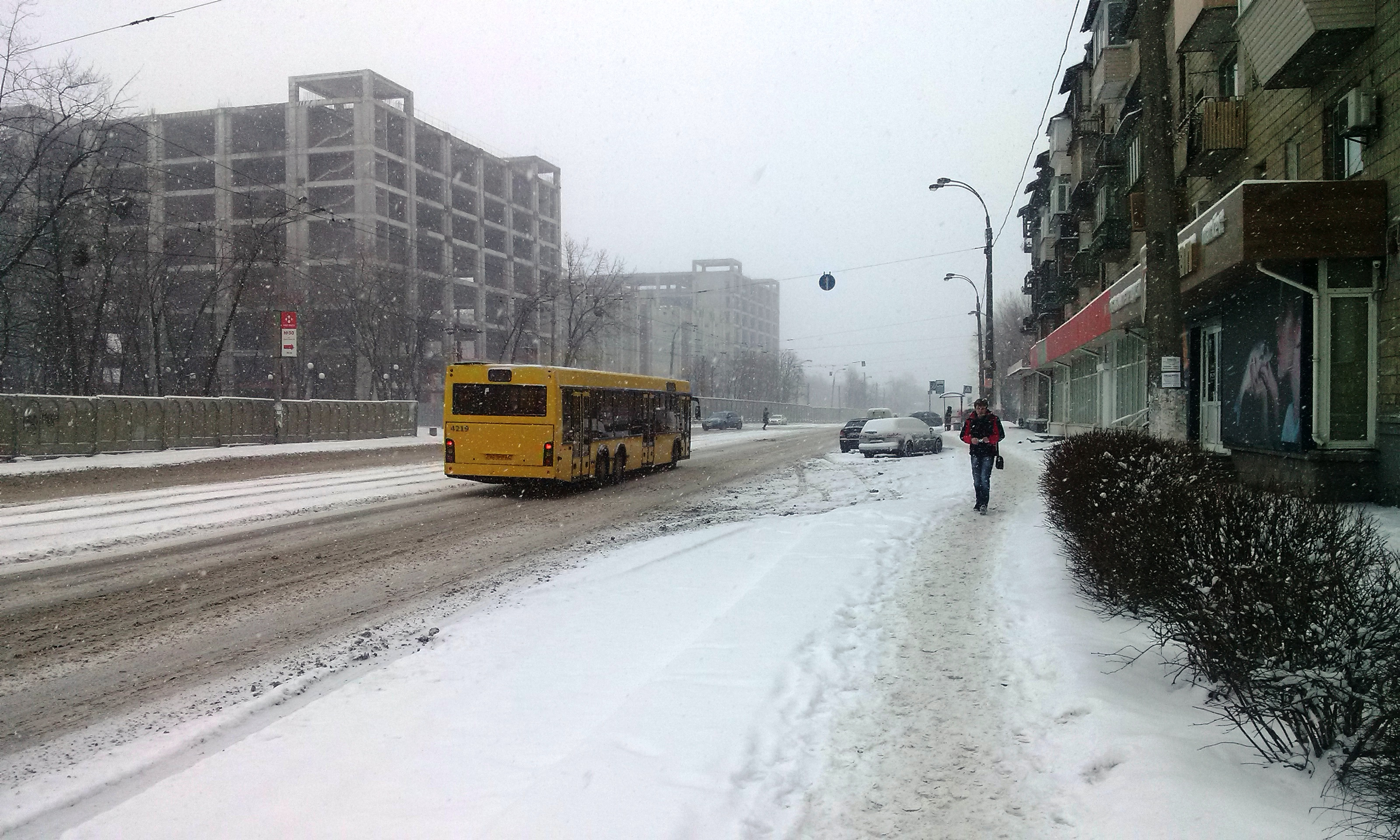
Вулиця взимку
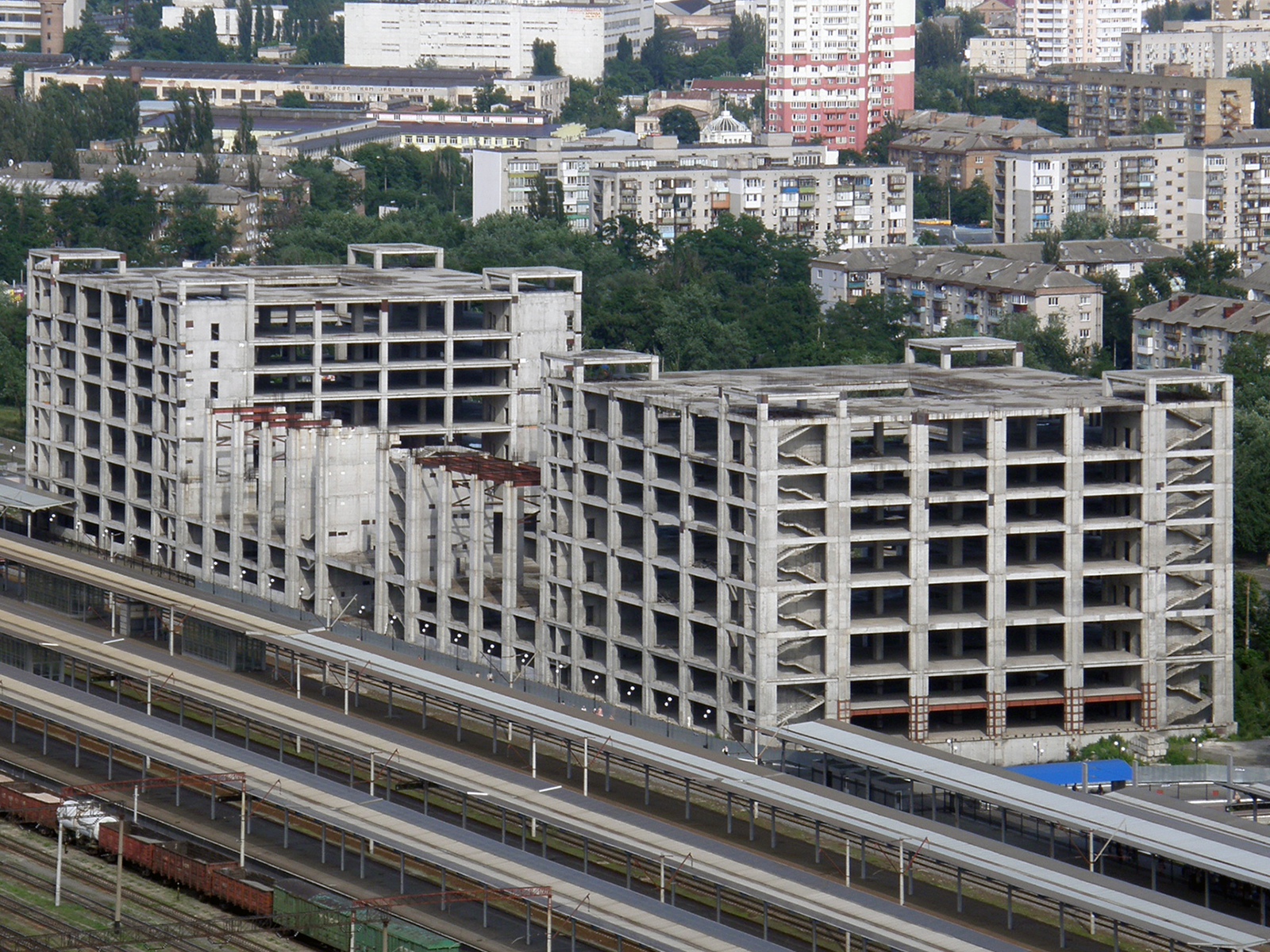
№ 3 — недобудований Дарницький вокзал

Пам'ятники
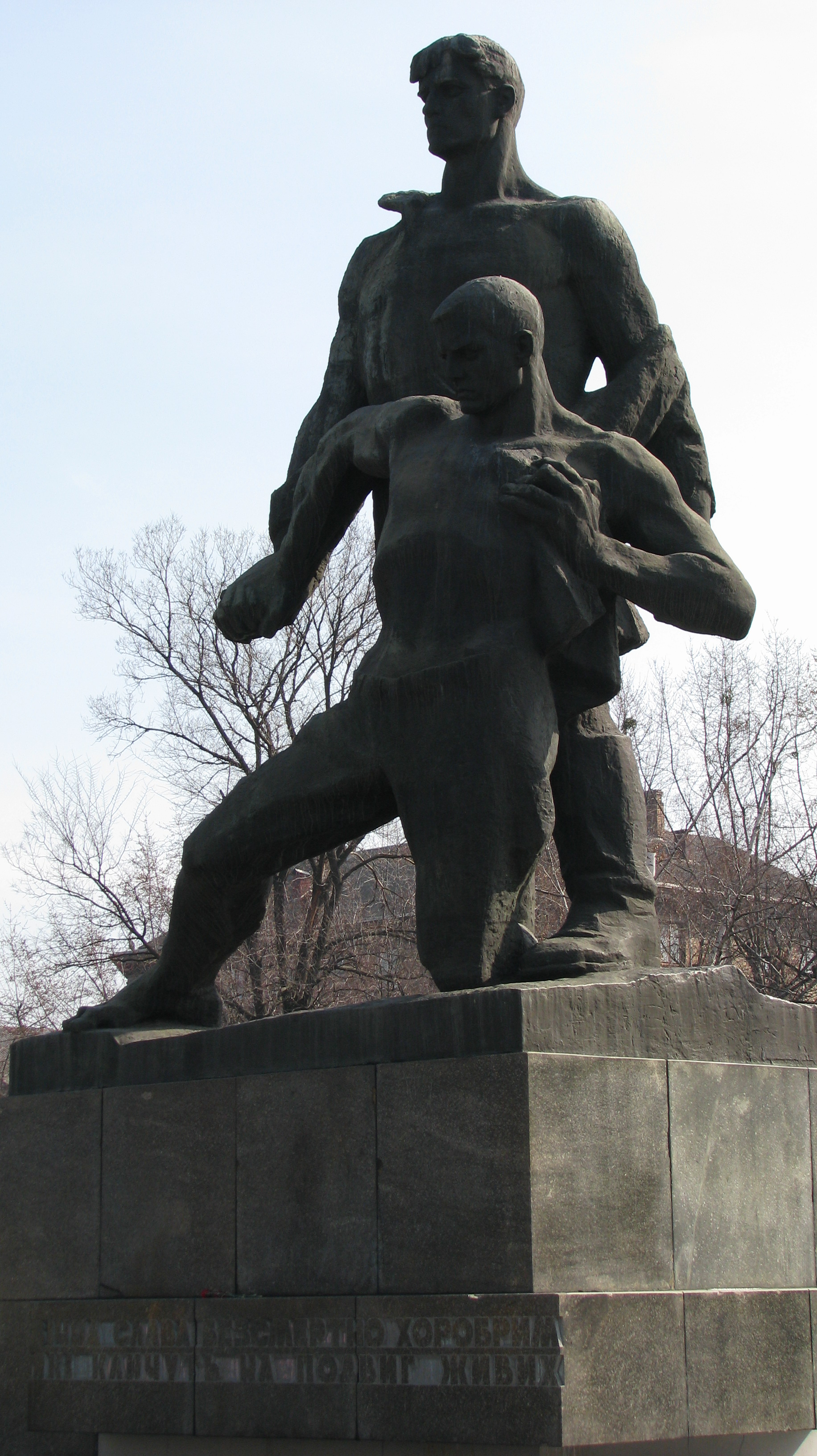
Пам'ятник «Мужність»
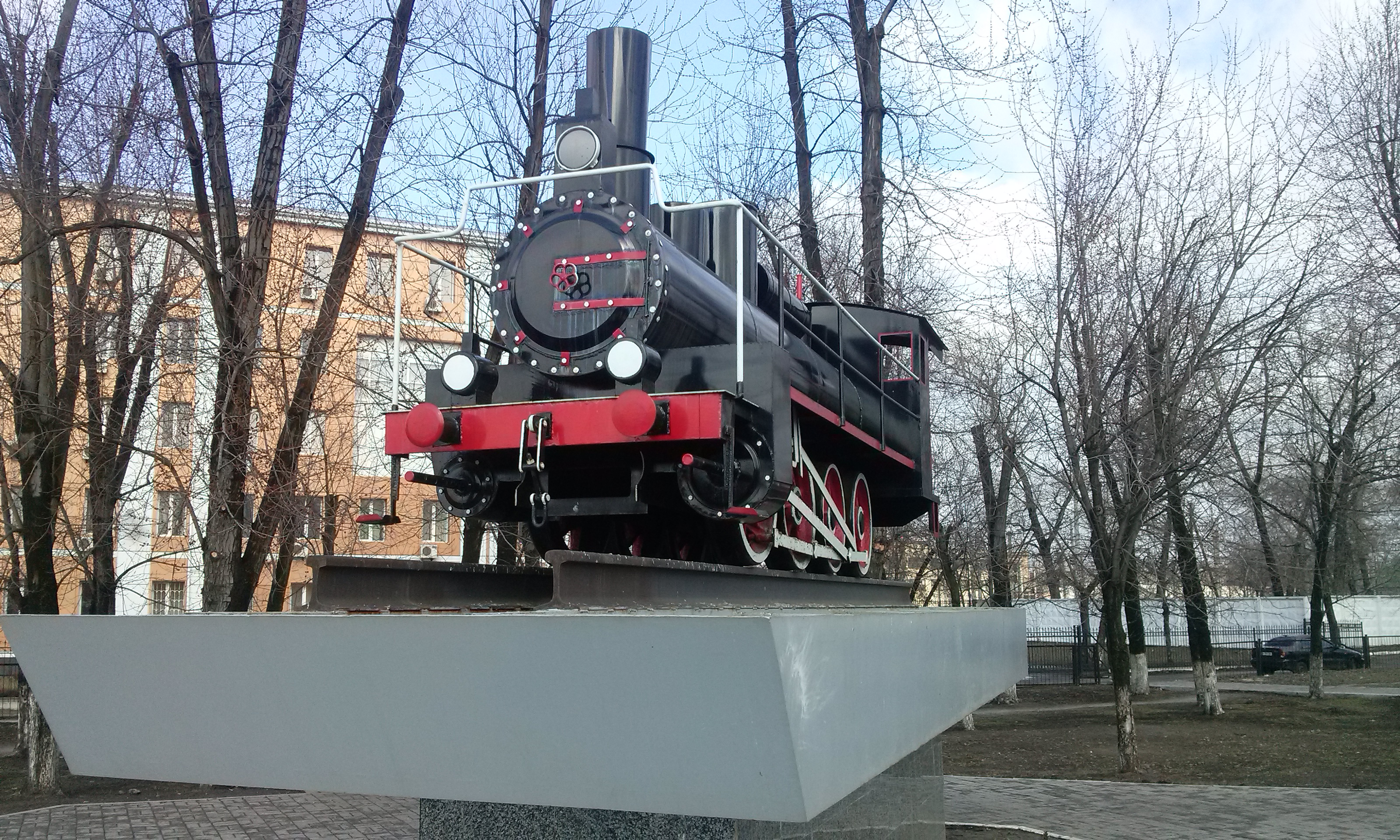
Пам'ятник
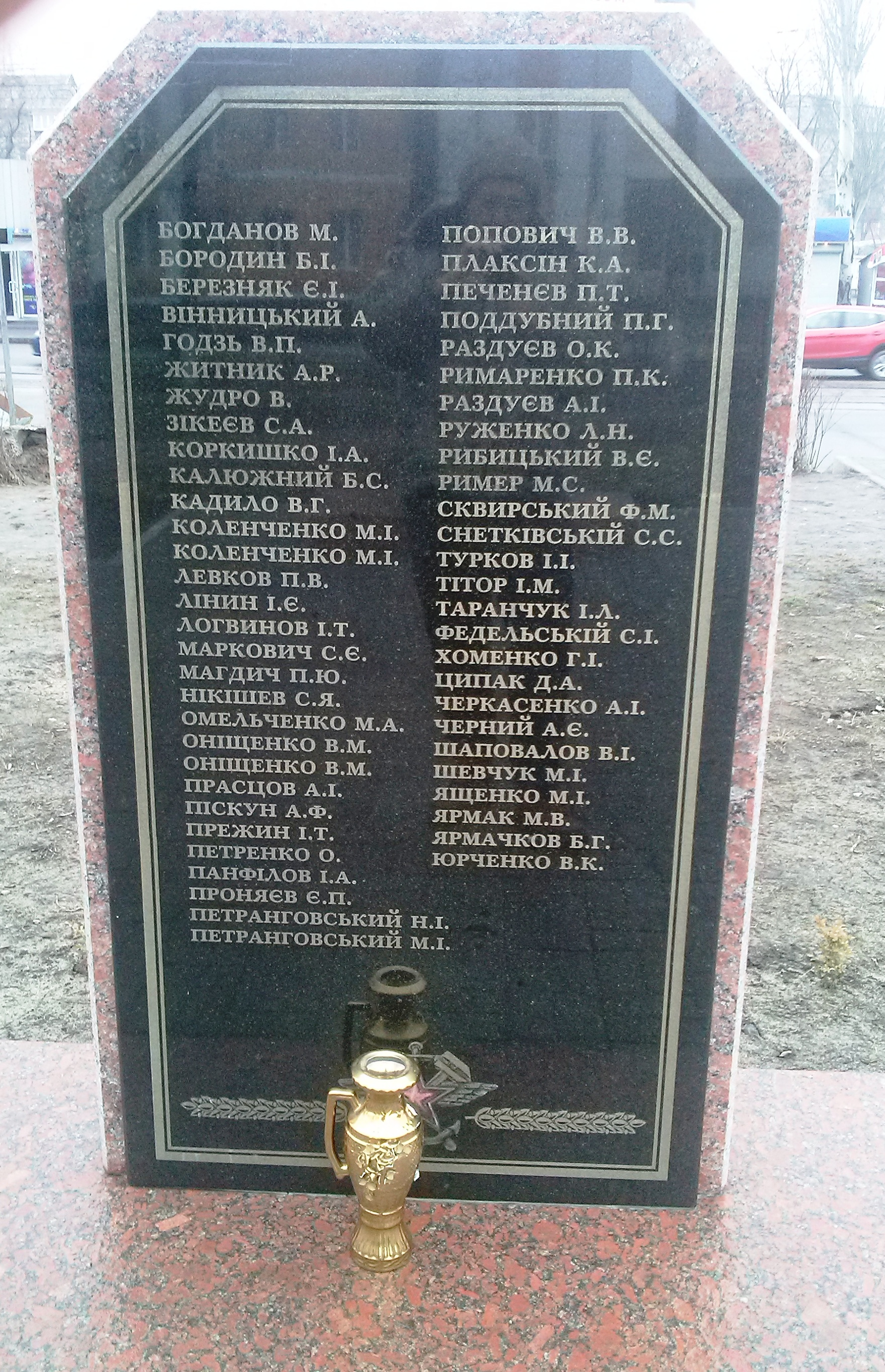
воїнам
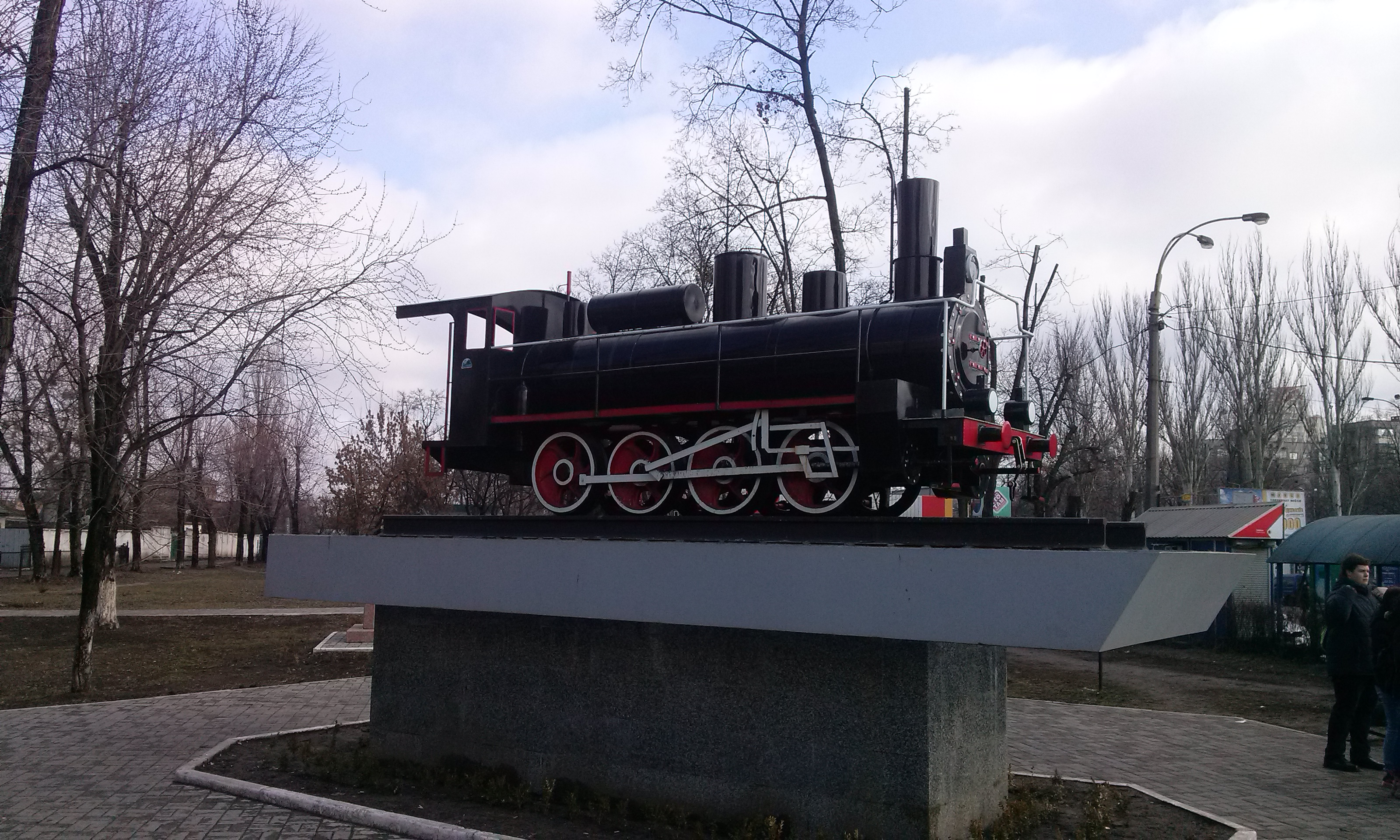
залізничникам